# Андреевка (Бахмутский район)
Андре́евка (укр. Андріївка) — село в Бахмутской городской общине Бахмутского района Донецкой области Украины.

## Общие сведения
Население по переписи 2001 года составляло 74 человека. Почтовый индекс — 84557. Телефонный код — 6274.

## История
В ходе вторжения России на Украину село было оккупировано российскими войсками. В сентябре 2023 Украина заявила, что Андреевку окружила её 3-я штурмовая бригада и нанесла тяжёлые потери российской 72-й бригаде, четыре старших офицера были убиты. ISW оценил боеспособность 72-й бригады как, вероятно, значительно ослабленную. 15 сентября 2023 года украинский генштаб объявил об освобождении села. Оно к тому моменту было полностью разрушено боями.
На январь 2025 года село было частично оккупировано. По неподтверждённым данным, село находится в серой зоне.

## Население
По данным переписи 2001 года, население села составляло 74 человека, из них 81,08 % отметили родной украинский язык, а 18,92 % — русский.

## Известные люди
Уроженцем села является Мосиенко Сергей Иванович (1921-1991) — генерал-лейтенант авиации, герой Советского Союза.